# Boesenbergia grandifolia
Boesenbergia grandifolia är en enhjärtbladig växtart som först beskrevs av Theodoric Valeton, och fick sitt nu gällande namn av Elmer Drew Merrill. Boesenbergia grandifolia ingår i släktet Boesenbergia och familjen Zingiberaceae. Inga underarter finns listade i Catalogue of Life.